# Socha Český lev
Socha Český lev je pískovcová plastika ležícího dvouocasého lva s českou královskou korunou na hlavě umístěná v zatáčce Chotkovy ulice v Praze, na Malé Straně.

## Historie
Socha českého lva byla objednána pro císařské lázně Bad Ischl u sochaře Josefa Maxe dámským spolkem. Pomník byl zhotoven v padesátých letech 19. století v ateliéru obou bratří: Josefa a Emanuela. Zprvu tato socha zdobila baštu u pražské Nové brány, po zboření hradeb v roce 1872 byl pomník přemístěn do nově založeného Poříčského parku před budovu, do níž byly v roce 1883 přestěhovány sbírky Muzea hlavního města Prahy. V roce 1949 byla socha přestěhována do záhybu Chotkovy silnice, kde byla umístěna před činžovním domem. Dům byl v roce 1966 zbourán, pomník zůstal na stejném místě do současné doby.

## Popis
Na mohutném podstavci je umístěna pískovcová socha ležícího dvouocasého lva, který má na hlavě českou královskou korunu. Na zadní straně soklu je vyznačen rok 1872, což je datum přemístění sochy do Poříčského parku.

## Galerie

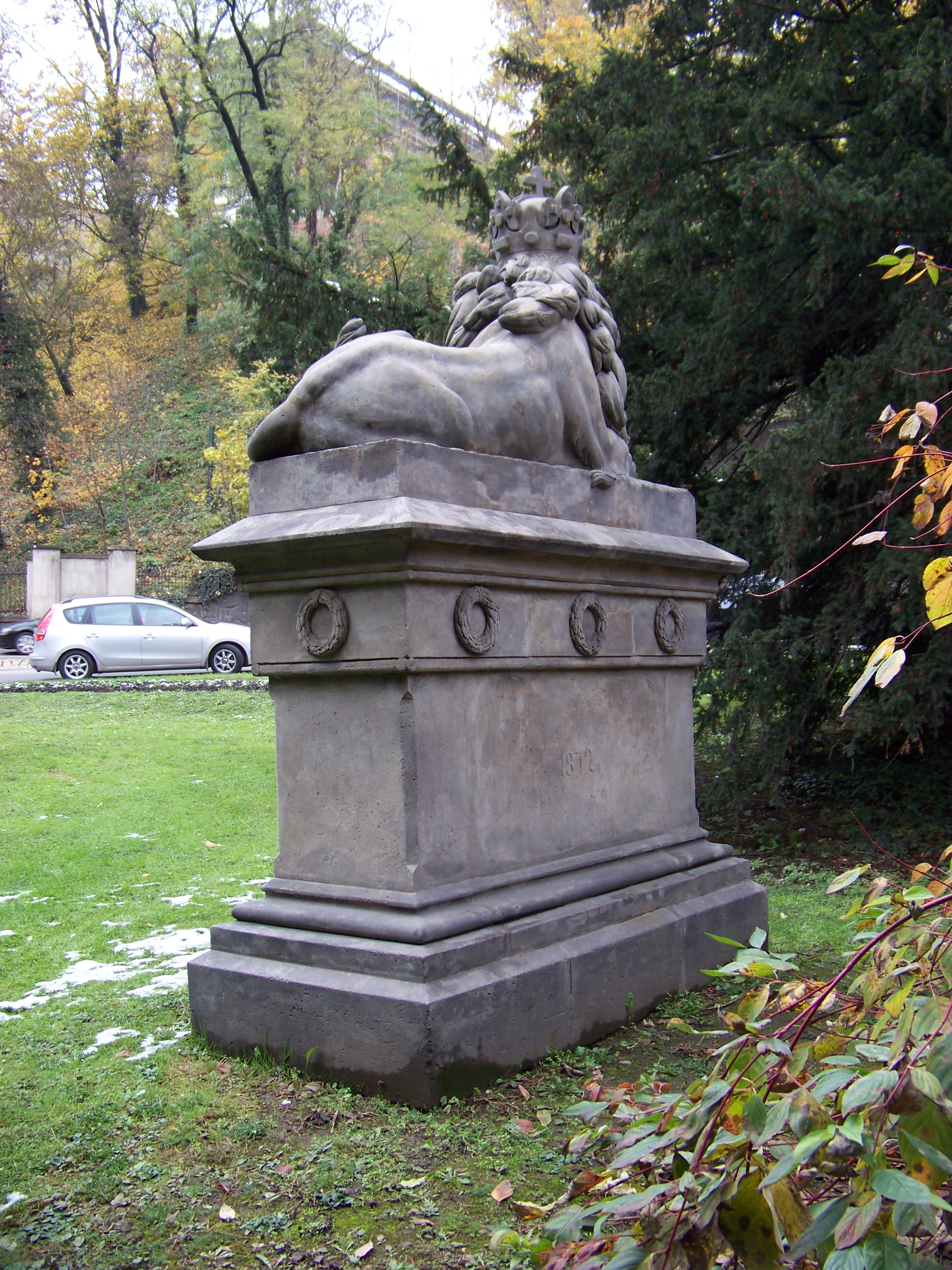
pohled na sochu Českého lva
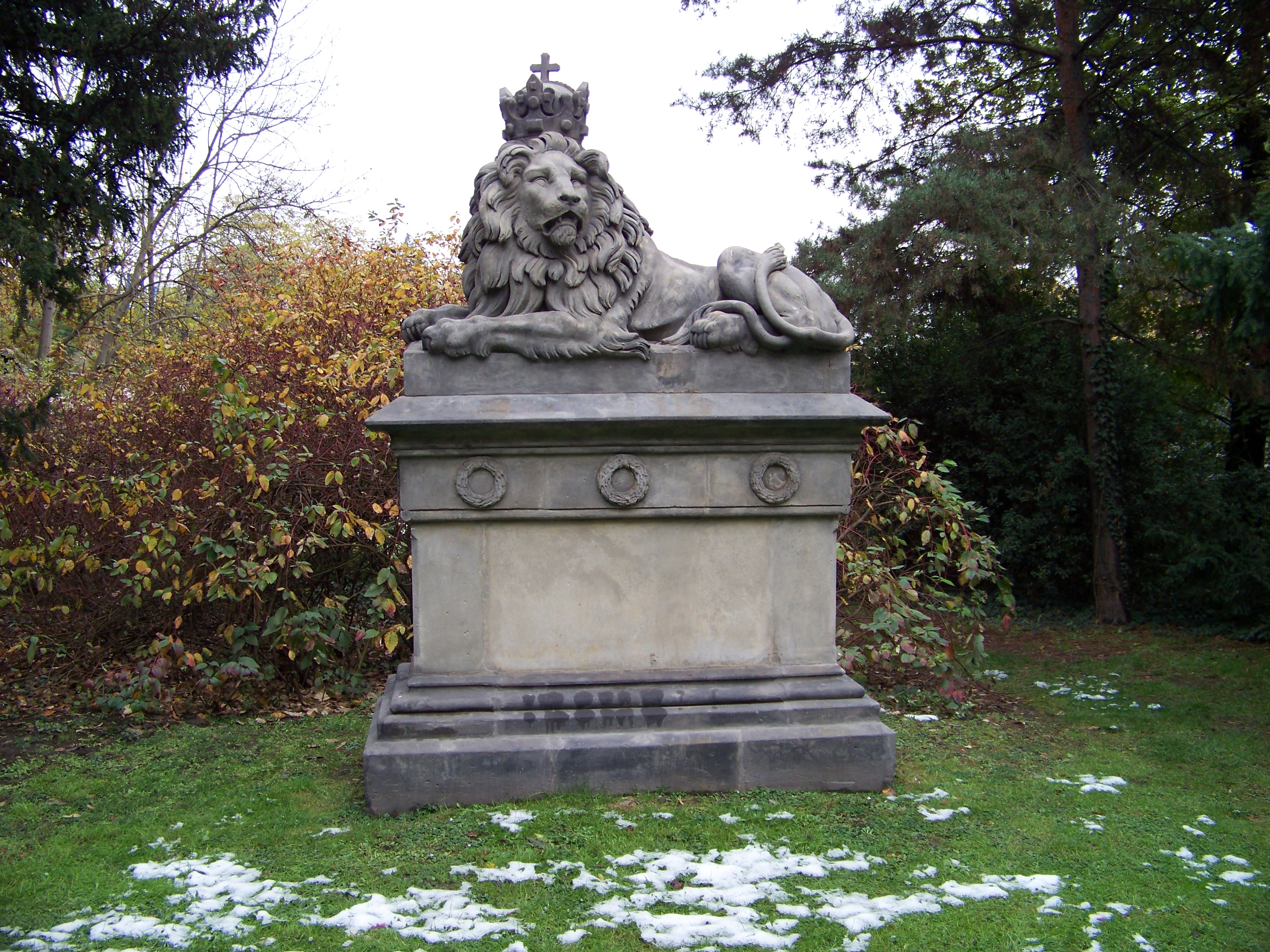
pohled na sochu Českého lva
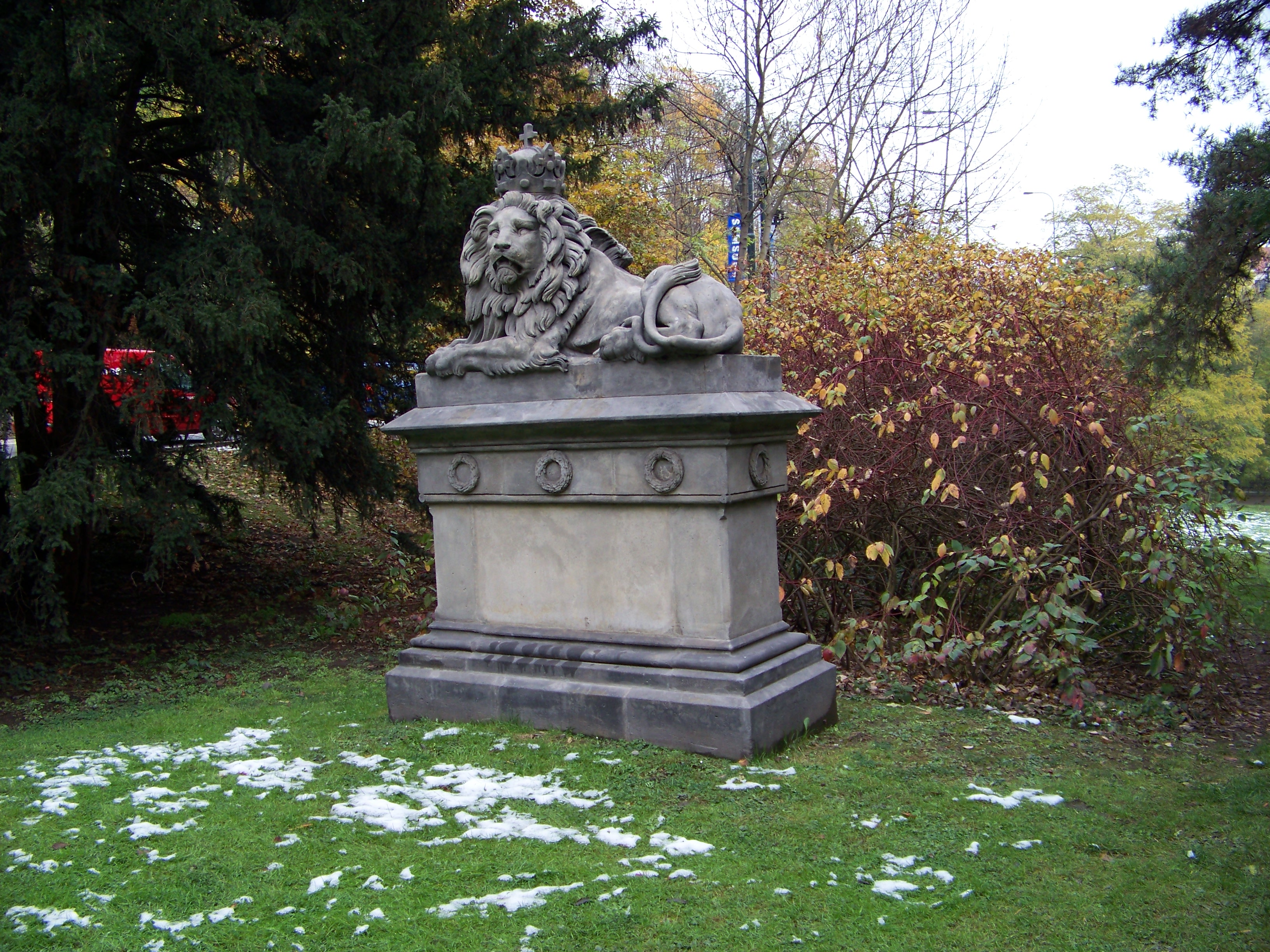
pohled na sochu Českého lva